# Comuna Bașmacika, Solone
Bașmacika (în ucraineană Башмачка) este o comună în raionul Solone, regiunea Dnipropetrovsk, Ucraina, formată din satele Bașmacika (reședința), Kameano-Zubîlivka, Liubîmivka, Liubov, Perșe Travnea și Șîrokopole.

## Demografie
Componența lingvistică a satului Bașmacika
     Ucraineană (89,18%)
     Rusă (9,73%)
     Alte limbi (0,25%)
Conform recensământului din 2001, majoritatea populației satului Bașmacika era vorbitoare de ucraineană (89,18%), existând în minoritate și vorbitori de rusă (9,73%).